# Kubo Won’t Let Me Be Invisible
Kubo Won’t Let Me Be Invisible (яп. 久保さんは僕を許さない Кубо-сан ва мобу о юрусанай, «Кубо не признаёт меня (мобом)») — манга, написанная и проиллюстрированная Нэнэ Юкимори. Публиковалась в журнале Weekly Young Jump издательства Shueisha с октября 2019 по март 2023 года и была издана в двенадцати томах-танкобонах. Студией Pine Jam манга адаптирована в формат аниме-сериала, трансляция которого проходила с января по июнь 2023 года.

## Завязка сюжета
Старшеклассник Дзюнта Сираиси настолько обычный и тихий парень, что одноклассники и учителя его вообще не замечают, как если бы он был обычным персонажем-мобом в компьютерной игре. Так продолжается до тех пор, пока на Дзюнту не обращает внимание его одноклассница Нагиса Кубо, которая начинает подзадоривать его для того, чтобы он стал больше выделяться.

## Персонажи
Нагиса Кубо (яп. 久保 渚咲 Кубо Нагиса)
Сэйю: Кана Ханадзава
Дзюнта Сираиси (яп. 白石 純太 Сираиси Дзюнта)
Сэйю: Кэнго Каваниси
Акина Кубо (яп. 久保 明菜 Кубо Акина)
Сэйю: Мику Ито
Саки Кубо (яп. 久保 沙貴 Кубо Саки)
Сэйю: Сора Амамия
Хадзуки Кудо (яп. 工藤 葉月 Кудо: Хадзуки)
Сэйю: Аи Какума
Тамао Тайга (яп. 平 玉緒 Тайга Тамао)
Сэйю: Аяна Такэтацу
Ёсиэ Сираиси (яп. 白石 由恵 Сираиси Ёсиэ)
Сэйю: Мамико Ното
Сэйта Сираиси (яп. 白石 誠太 Сираиси Сэйта)
Сэйю: Мария Исэ
Учитель Ундзэн (яп. 雲仙先生 Ундзэн-сэнсэй)
Сэйю: Наоки Тацута

## Медиа

### Манга
Kubo Won’t Let Me Be Invisible, написанная и проиллюстрированная Нэнэ Юкимори, публиковалась с 24 октября 2019 по 2 марта 2023 года в журнале сэйнэн-манги Weekly Young Jump издательства Shueisha. 9 февраля 2023 года началась публикация глав финальной арки под названием «Признание». Издательством Shueisha главы манги были скомпонованы в двенадцать томов-танкобонов. Финальный двенадцатый том поступил в продажу 18 апреля 2023 года.
Перевод глав манги на английский и испанский языки публиковался одновременно с Японией посредством сервиса Manga Plus издательства Shueisha и на веб-сайте Shonen Jump американского издательства Viz Media. Viz Media в октябре 2021 года объявило о приобретении прав на публикацию манги в печатном виде на территории Северной Америки.

#### Список томов
| №  | Дата публикации     | ISBN                   |
| -- | ------------------- | ---------------------- |
| 01 | 19 февраля 2020 г.  | ISBN 978-4-0889-1476-3 |
| 02 | 19 июня 2020 г.     | ISBN 978-4-0889-1550-0 |
| 03 | 18 сентября 2020 г. | ISBN 978-4-0889-1654-5 |
| 04 | 19 февраля 2021 г.  | ISBN 978-4-0889-1781-8 |
| 05 | 18 июня 2021 г.     | ISBN 978-4-0889-2009-2 |
| 06 | 17 сентября 2021 г. | ISBN 978-4-0889-2073-3 |
| 07 | 19 ноября 2021 г.   | ISBN 978-4-0889-2118-1 |
| 08 | 18 февраля 2022 г.  | ISBN 978-4-0889-2214-0 |
| 09 | 18 мая 2022 г.      | ISBN 978-4-0889-2299-7 |
| 10 | 16 сентября 2022 г. | ISBN 978-4-0889-2432-8 |
| 11 | 19 декабря 2022 г.  | ISBN 978-4-0889-2567-7 |
| 12 | 18 апреля 2023 г.   | ISBN 978-4-0889-2662-9 |

### Аниме
Об адаптации манги в формат аниме-сериала было объявлено 13 мая 2022 года. Производством аниме-сериала занялась студия Pine Jam, режиссёром стал Кадзуоми Кога, сценаристом — Юя Такахаси, дизайнером персонажей — Ёсико Сайто, а композитором — Кудзира Юмэми. Аниме-сериал транслировался с 10 января по 20 июня 2023 года на AT-X, Tokyo MX и других телеканалах. Открывающая музыкальная тема аниме-сериала — «Dramatic Janakutemo» (яп. ドラマチックじゃなくても Дораматикку дзянакутэмо, «Даже если это не драматично»), исполненная Каной Ханадзавой; закрывающая — «Kasuka de Tashika» (яп. かすかでたしか Касука дэ тасика, «Незаметный и неуверенный»), исполненная группой Dialogue+.
Во время проведения Anime NYC в ноябре 2022 года было объявлено, что лицензиатом аниме-сериала в Северной Америке выступит компания Sentai Filmworks, которая будет транслировать аниме-сериал посредством сервиса HIDIVE. В Южной и Юго-Восточной Азии аниме-сериал лицензирован компанией Medialink и транслировался посредством YouTube-канала Ani-One, а также посредством телеканала Animax Asia.
24 января 2023 года посредством официального веб-сайта сериала было объявлено о том, что в связи с пандемией COVID-19 трансляция сериала после шестой серии будет приостановлена. Трансляция сериала возобновилась 4 апреля с первой серии.

## Приём
В 2020 году манга была номинирована на премию Next Manga Award в категории «Лучшая печатная манга» и заняла по итогам голосования девятнадцатое место в шорт-листе номинантов. В 2021 году манга во второй раз была номинирована на премию Next Manga Award в той же категории и заняла на этот раз седьмое место в шорт-листе.
В путеводителе по манге весны 2022 года сайта Anime News Network Кристофер Фэррис, Жан-Карло Лемус, Ребекка Сильверман и MrAJCosplay провели обзор первого тома манги. Фэррис, Лемус и Сильверман положительно оценили юмор, романтические взаимоотношения героев и иллюстрации, однако MrAJCosplay критически отозвался о повторяющихся шутках. Эрик Алекс Клайн с сайта AIPT Comics отнёс к достоинствам первого тома дизайн Сираиси и комедийную составляющую, однако посчитал главных героев «не особо интересными», а романтическую линию «пресной», по итогу поставив манге пять с половиной баллов из десяти.